# گزا لاکاتوش
گزا لاکاتوش (انگلیسی: Géza Lakatos; ۳۰ آوریل ۱۸۹۰ – ۲۱ مهٔ ۱۹۶۷) سیاستمدار، و پرسنل نظامی اهل مجارستان بود.

## زندگی‌نامه
گزا لاکاتوش در سال ۱۸۹۰ میلادی در بوداپست متولد شد. او در ۲۰ سالگی به عنوان ستوان دوم از آکادمی نظامی لودوویکا در بوداپست فارغ‌التحصیل شد. او به عنوان یک افسر پیاده نظام برای ارتش اتریش-مجارستان در سراسر امپراتوری آن خدمت کرد. در سال ۱۹۱۴، او در آکادمی جنگ در وین پذیرفته شد. تحصیلات او با شروع جنگ جهانی اول قطع شد و به عنوان افسر ستاد یک سرتیپ به جبهه روسیه اعزام شد. در سال ۱۹۱۷، به جبهه ایتالیا منتقل شد. در پایان جنگ، متفقین امپراتوری اتریش-مجارستان را تجزیه کردند و مرزهای اروپایی آن را تغییر دادند. مجارستان یک شبه دو سوم از توده زمین و یک سوم از جمعیت مجار زبان خود را از دست داد. ارتش منحل شد. در این زمان بود که یک انقلاب بلشویکی کمونیستی کنترل کشور را به دست گرفت. کمونیست‌های بومی تحت رهبری بلا کون، جمهوری شوروی مجارستان را تشکیل دادند که به مدت ۱۳۳ روز ادامه داشت. این دولت زمانی که ارتش رومانی مجارستان را اشغال کرد، فروپاشید. در این مدت گزا لاکاتوش مسئول ستاد نظامی در گودوللو بود. او از نظر سیاسی به ناسیونالیستها پیوست.
سیاستمدار ضد کمونیست پس از کودتای نافرجام کمونیستی تصمیم به تشکیل دولت جدید گرفتند. زمانی که ارتش رومانی به بوداپست حمله کرد، آن‌ها در حال تشکیل یک نیروی نظامی به نام ارتش ملی بودند. دوره کوتاه حکومت کمونیستی به دلیل خشونت شدید به کار رفته به ترور سرخ معروف شد. زمانی که آن‌ها سرنگون شدند، این دوره به عنوان ترور سفید شناخته شد که خشونت معکوس شد. پس از جنگ جهانی اول، متفقین اجازه بازگشت پادشاه اتریش-مجارستان را ندادند. دولت ناسیونالیست جدید دریاسالار هورتی، یک قهرمان ملی را به عنوان نایب‌السلطنه جدید انتخاب کرد. تلاش برای انقلاب تاثیر قابل توجهی بر دولتهای جدید و متوالی داشت. آن‌ها از روسیه می‌ترسیدند. در سال ۱۹۲۵، گزا لاکاتوش وابسته نظامی پراگ شد. به او لقب سرباز دلاور یا شجاع نیز داده شد. در سال ۱۹۳۹، او به عنوان ژنرال سه‌ستاره انتخاب شد‌. در سال ۱۹۴۳، او رئیس ستاد دفاع از کیف بود، و در آن سال ژنرال چهارستاره شد. باز هم به دلیل ترس از شوروی، مجارستان با آلمان همسو شد و علیه شوروی جنگید.
آلمان یک دولت طرفدار نازی را در بوداپست نصب کرد تا دستورات خود را اجرا کند و از خود محافظت کند. هنگامی‌که اعضای دولت نازی شروع به اخراج تعداد زیادی از جمعیت یهود کردند، دریاسالار هورتی مداخله کرد. پس از اینکه به آن‌ها گفته شد که به عنوان کار برده به اردوگاه‌های کار فرستاده می‌شوند، گزا لاکاتوش با یک تانک دومه استویای و دیگران را سرنگون کرد. پس از آن گزا لاکاتوش به عنوان نخست‌وزیر، دولتی را تشکیل داد که با نازی‌ها همسو نبود. دستور توقف تبعیدی ها صادر شد و به مجریان قانون توصیه شد برای پایان دادن به آن‌ها از نیروی مرگبار استفاده کنند. دولت اکنون در موقعیتی نامطمئن قرار داشت. ارتش شوروی تقریبا در آستانه آن‌ها بود و نازی‌ها از دست دادن یک شریک همسو در مجارستان خشمگین شدند. گزا لاکاتوش مذاکره با دشمنان آلمان را آغاز کرد و به آن‌ها اطمینان داد که مجارستان تسلیم خواهد شد. او حتی سعی کرد با شوروی مذاکره کند. وقتی برای آلمان مشخص شد که دریاسالار هورتی دیگر حامی نیست، پسرش را دستگیر کردند و او را اسیر کردند. به دریاسالار هورتی توصیه شد که آتش‌بس خود را با شوروی لغو کند وگرنه پسرش اعدام خواهد شد. دریاسالار هورتی که قبلا یک پسرش را در یک سانحه پرواز در طول جنگ از دست داده بود، او طبق خواسته عمل کرد و پاسخ هیتلر این بود که به مجارستان حمله کند و آن را اشغال کند. همه سیاستمداران ضد نازی مجارستان دستگیر و زندانی شدند. در ۲ ژانویه ۱۹۴۵، گزا لاکاتوش توسط آلمانی‌ها زندانی شد. او در پایان جنگ آزاد شد و دوباره توسط روس‌ها دستگیر و زندانی شد. در سال ۱۹۴۶، دوباره از زندان آزاد شد. در سال ۱۹۴۹، دولت وقت مجارستان حقوق بازنشستگی او را لغو کرد و اموالش را مصادره کرد. او برای کسب درآمد به بوداپست بازگشت و شروع به تصویرسازی کتاب و نقاشی دستی روسری‌های ابریشمی کرد. استعدادهایی که او سال‌ها قبل از آن استفاده کرده بود. در سال ۱۹۵۷، دخترش به آدلاید مهاجرت کرد. در سال ۱۹۶۵، او وارد آدلاید شد تا با دخترش باشد. او آخرین نخست‌وزیر مجارستان با قانون اساسی بود. او با یک عروسک نازی جایگزین شد که به نوبه خود با یک عروسک روسی جایگزین شد. گزا لاکاتوش در ۲۱ مه ۱۹۶۷، در آدلاید درگذشت.
وی همچنین برندهٔ جوایزی همچون صلیب شوالیه صلیب آهنین شده‌است.